# Ivo Štakula
Ivo Štakula (* 25. Februar 1923 in Dubrovnik, Königreich Jugoslawien; † 26. Oktober 1958 in Melbourne, Australien) war ein jugoslawischer Wasserballspieler, der mit der Wasserball-Nationalmannschaft die Silbermedaille bei den Olympischen Spielen 1952 in Helsinki gewann. Bei Wasserball-Europameisterschaften gewann er mit dem Nationalteam 1950 Bronze und 1954 Silber.

## Karriere
Ivo Štakula spielte für VK Jug Dubrovnik und für VK Mornar Split. 
Bei den Olympischen Spielen 1948 in London wirkte der Defensivspieler in drei von vier Partien mit. Die Jugoslawen belegten am Ende den neunten Platz. 1950 fand die Europameisterschaft in Wien statt. Es siegte die niederländische Mannschaft vor Schweden und Jugoslawen, die Schweden wiesen bei Punktgleichheit die bessere Tordifferenz gegenüber den Jugoslawen aus. Bei den Olympischen Spielen 1952 in Helsinki gewannen die Jugoslawen ihre Vorrundengruppe vor den Niederländern. In der Finalrunde siegten die Ungarn vor den Jugoslawen und den Italienern. Der direkte Vergleich zwischen den Ungarn und den Jugoslawen hatte Unentschieden mit 2:2 geendet, Die Ungarn erhielten die Goldmedaille dank ihrer Tordifferenz. Štakula war in neun Spielen dabei. Zwei Jahre später bei der Europameisterschaft 1954 in Turin gewannen die Ungarn wieder mit der besseren Tordifferenz vor den Jugoslawen. Ivo Štakula warf in der Finalrunde zwei Treffer gegen die Niederländer.
1956 beim Olympiaturnier in Melbourne gewannen einmal mehr die Ungarn vor den Jugoslawen. Diesmal unterlagen die Jugoslawen im direkten Vergleich mit 1:2. Štakula wurde aber in keinem Spiel eingesetzt. Nach den Olympischen Spielen blieb Ivo Štakula in Australien. Dort starb er 1958 im Pool. Zu seinen Ehren erhielt die Trophäe für den besten Wasserballspieler in Melbourne den Namen Ivo Stakula Trophy.